# زسلسهایم
زسلسهایم (به فرانسوی: Saessolsheim) یک کمون در فرانسه با جمعیت ۴۹۸ نفر است که در Canton of Hochfelden واقع شده‌است.